# Лебане (Приштина)
Лебане (алб. Lebanë) је насељено место у граду Приштини, на Косову и Метохији. Према попису из 2024. у насељу је живело 583 становника.

## Становништво
Према попису из 2011. године, Лебане има следећи етнички састав становништва:
| Националност | 2011.        |
| Албанци      | 397 (99.75%) |
| Срби         | 1 (0.25%)    |
| Укупно       | 398          |

| Демографија | Демографија | Демографија |
| Година      | Становника  | Становника  |
| ----------- | ----------- | ----------- |
| 1948.       | 157         |             |
| 1953.       | 143         |             |
| 1961.       | 222         |             |
| 1971.       | 237         |             |
| 1981.       | 291         |             |
| 1991.       | 372         |             |
| 2011.       | 398         |             |